# Terranova chiloscyllii
Terranova chiloscyllii is een rondwormensoort uit de familie van de Anisakidae. De wetenschappelijke naam van de soort is voor het eerst geldig gepubliceerd in 1951 door Johnston & Mawson.